# Pacto de Lausana
O Pacto de Lausana foi um grande congresso mundial de evangélicos que ocorreu em 1974 em Lausana, Suíça, com presença de mais de 150 nações, onde foi criado um comitê mundial das igrejas evangélicas.

## Definição
O Pacto de Lausanne é uma das vozes de amplo diálogo que deve existir entre as igrejas cristãs evangélicas na atualidade. Sobre a natureza e missão da igreja, enquanto povo de Deus no mundo contemporâneo. Uma voz que convida a ouvir, mas, principalmente, a repercutir os sons expressos de forma silenciosa.

## Os artigos do Pacto
- O Propósito de Deus,
- A Autoridade e o Poder da Bíblia,
- A Unidade e a Universalidade de Cristo,
- A Natureza da Evangelização,
- A Responsabilidade Social Cristã,
- A Igreja e a Evangelização,
- Cooperação na Evangelização,
- Esforço Conjugado de Igrejas na Evangelização,
- Urgência da Tarefa Evangelística,
- Evangelização e Cultura,
- Educação e Liderança,
- Conflito Espiritual,
- Liberdade e Perseguição,
- O Poder do Espírito Santo,
- O Retorno de Cristo.

## [carecede fontes?]
[carece de fontes?]

## Responsabilidade Social do Cristão
Contém o seguinte trecho:
| “ | Afrmamos que Deus é o Criador e o Juiz de todos os homens. Portanto, devemos partilhar o seu interesse pela justiça e pela conciliação em toda a sociedade humana, e pela libertação dos homens de todo tipo de opressão. Porque a humanidade foi feita à imagem de Deus, toda pessoa, sem distinção de raça, religião, cor, cultura, classe social, sexo ou idade possui uma dignidade intrínseca em razão da qual deve ser respeitada e servida, e não explorada. Aqui também nos arrependemos de nossa negligência e de termos algumas vezes considerado a evangelização e a atividade social mutuamente exclusivas. Embora a reconciliação com o homem não seja reconciliação com Deus, nem a ação social evangelização, nem a libertação política salvação, afirmamos que a evangelização e o envolvimento sociopolítico são ambos parte do nosso dever cristão. Pois ambos são necessárias expressões de nossas doutrinas acerca de Deus e do homem, de nosso amor por nosso próximo e de nossa obediência a Jesus Cristo. [...] A salvação que alegamos possuir deve estar nos transformando na totalidade de nossas responsabilidades pessoais e sociais. A fé sem obras é morta, | ” |